# Dileep Rao
Dileep A. Rao (Los Ángeles, 29 de julio de 1973) es un actor estadounidense de cine y televisión. Protagonizó la película de terror de Sam Raimi, Arrástrame al infierno (2009), la película de ciencia ficción de James Cameron Avatar y el thriller Inception de Christopher Nolan.
En Mr. Robot interpretó a Sandesh Markesh (2017).

## Vida y carrera
Rao nació en Los Ángeles de madre física y padre ingeniero, ambos de ascendencia india.Creció en Yanbu, Arabia Saudita, Denver, Colorado y Claremont, California. Tiene una hermana que es profesora en la Ross School of Business de la Universidad de Míchigan. Se graduó de Claremont High School y la Universidad de California, San Diego, con un B.A., luego recibió un M.F.A. del American Conservatory Theater en San Francisco, donde su clase incluyó a Anna Belknap y Elizabeth Banks.
El primer papel de Rao después de graduarse fue en el estreno estadounidense de Indian Ink por Tom Stoppard. Rao se mudó a Los Ángeles y comenzó a trabajar en el teatro regional, incluso en Berkeley Rep, South Coast Repertory y para el Manhattan Theatre Club.
¡Compitió en Jeopardy! el 7 de junio de 2002 y ganó $ 34,400. [4] El 8 de junio de 2008, Rao fue seleccionado al azar entre más de 1600 participantes para jugar el rompecabezas dominical NPR Weekend Edition Sunday con Will Shortz. 
En 2009, apareció en Avatar y Arrástrame al infierno. Fue nominado para varios premios como parte del elenco de la película Inception de Christopher Nolan de 2010. Jugó un farmacólogo en la película. 

## Roles de TV
Enfrentamiento como Robert (2006)
Hermanos y hermanas como Arlo Natterson (2008)
En 2010 protagonizó inception como Yusuf,
```
Toca como Vikash Nayar (2013)
```

Nación Z como Odegard (2015)
Mr. Robot como Sandesh Markesh (2017)
- Datos: Q1225469